# Стрибуха
«Стрибуха» — оповідання Чехова А. П. написане у 1891 році.
Вперше надруковано у журналі «Север» № 1 від 5 січня 1892 року та № 2 від 12.01.1892 року.
У 1894 році оповідання увійшло до збірки «Повісті та оповідання».

## Історія створення
Матеріал, який склав основу оповідання, був зібраний задовго до початку роботи над ним. 18 серпня 1891 року Чехов повідомив літератору Червинському Ф. О.,  що в нього є оповідання для журналу.
11 грудня 1891 року Чехов відкоригував його та 14 грудня дав назву: «Стрибуха»(«Попрыгунья» (рос.).
За життя Чехова А. П. оповідання було переведене на болгарську, німецьку, угорську, французьку, чеську, шведську, сербськохорватську мови.

## Сюжет
Ольга Іванівна, молода дама 22-ти років, веде богемне життя. В той час, коли вона запрошує додому на вечірки відомих, на її погляд людей: художників, музикантів, акторів, її 31-річний чоловік Димов працює у двох лікарнях: в одній, з 9 до 12 години приймає та лікує хворих, в іншій — розтинає трупи.
Ольга Іванівна любить усім розповідати історію знайомства з Димовим та підкреслює, що він — розумна та благородна людина.
Одного разу Ольга Іванівна від'їжджає з художниками у подорож по Волзі та закохується в одного з них — Рябовського. Але минає час, Ользі Іванівні та Рябовському набридають їх відносини і вона повертається додому. Згодом повертається Рябовський.
Ольга Іванівна намагається знов привернути увагу Рябовського, але він уникає її. Їх відносини стають відомими у світі, проте Димов не звертає на це уваги. І тоді Ольга Іванівна починає казати, що він пригнічує її своєю великодушністю.
Напруга в родині зростає, та одного разу, під час лікування дитини, Димов заражається дифтеритом.
Почувши від колег Димова, що хвороба дуже важка і справи кепські, про велич його вчинку та можливу втрату для науки, Ольга Іванівна намагається пояснити чоловіку про помилку, вважає, що можна все виправити, але занадто пізно — Димов помирає.

## Критика
Оповідання отримало в цілому позитивні відгуки. «Стрибуха», безперечно є перлиною між нашими новелами", писав літературний критик  Андреєвський С. А.

## Цікаві факти
Хоча за властивостями особистості персонажі відрізнялись від прототипів, окремі риси подібності отримали перевагу в сучасників. Герої «впізнали» себе. Через це Чехова ледь не викликали на дуель, а деякі знайомі припинили з ним спілкування.